# Хемикаранксы
 Хемикаранксы, или хемикаранги, или чичары (лат. Hemicaranx), — род лучепёрых рыб из семейства ставридовых. Широко распространены в тропических и тёплых умеренных водах Атлантического океана и восточной части Тихого океана. Максимальная длина тела представителей разных видов варьирует от 35 до 70 см. Морские бентопелагические рыбы. Обитают в прибрежных водах от поверхностных слоёв до глубины 100 м. Имеют местное промысловое значение.

## Описание
Тело немного удлинённое, высокое, сильно сжато с боков, покрыто мелкой циклоидной чешуёй. Глаза маленькие со слабыми жировыми веками. Два спинных плавника. Хвостовой плавник сильно выемчатый. Боковая линия делает высокую короткую дугу в передней части, а затем идёт прямо до хвостового стебля. Прямая часть боковой линии покрыта костными щитками.

## Классификация
В состав рода включают 4 вида:
- Hemicaranx amblyrhynchus (Cuvier, 1833) — Чичара
- Hemicaranx bicolor (Günther, 1860)
- Hemicaranx leucurus (Günther, 1864) — Белохвостая чичара
- Hemicaranx zelotes Gilbert, 1898